# Jakub Ignacy Dederko

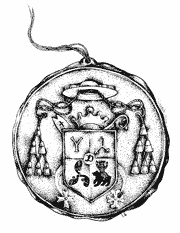
Pieczęć J. I Dederki

Jakub Ignacy Dederko herbu własnego (ur. 1751 w powiecie wiłkomirskim, zm. 24 grudnia 1829 w Ołyce) – biskup miński w latach 1798–1816.

## Działalność przed objęciem biskupstwa mińskiego
Urodził się w 1751 roku w powiecie wiłkomirskim w rodzinie skarbników drohickich na Podlasiu. Nauki teologiczne pobierał w Akademii Wileńskiej, po czym wstąpił do jezuitów. Po ogłoszeniu w 1773 roku kasaty zakonu został wyświęcony w 1776 roku przez sufragana białoruskiego na kapłana diecezjalnego i rozpoczął pracę duszpasterską przy katedrze wileńskiej. Swoją gorliwością w spełnianiu obowiązków i przykładnym życiem pozyskał poparcie generalnego oficjała wileńskiego ks. Nikodema Puzyny. W 1777 roku spełniał posługę kapłańską w kaplicy Bożego Ciała przy kościele św. Jana w Wilnie. W 1781 roku wszedł do kapituły wileńskiej. W 1794 roku, dzięki protekcji księcia Karola Radziwiłła, otrzymał godność infułata kolegiaty wileńskiej. W 1790 roku zdał egzamin na stopień doktora prawa świeckiego i kanonicznego w Akademii Wileńskiej. Po studiach został surogatem konsystorza generalnego wileńskiego. W 1792 roku król Stanisław August wyniósł Dederkę na sufraganię łucką, ale z powodu sytuacji politycznej nie doczekał się bulli nominacyjnej. W okresie rozbiorów Rzeczypospolitej, Dederko parokrotnie jeździł do generał-gubernatora Michaiła Kreczetnikowa w sprawie obrony praw duchowieństwa i funduszów oraz dóbr kościelnych zajętych przez państwo.
19 listopada 1794 został kawalerem Orderem Orła Białego, w 1789 odznaczony Orderem Świętego Stanisława.

## Biskup miński
Ukazem Pawła I z 28 kwietnia?/9 maja 1798 Dederko został mianowany biskupem mińskim. 15 listopada?/26 listopada 1798 otrzymał sakrę biskupią z rąk sufragana mohylewskiego Jana Benisławskiego. Po uroczystym wjeździe do Mińska, zajął się organizacją nowej diecezji. Zabiegał o fundusze na sufraganię, uposażył kapitułę, wyznaczając dla prałatów i kanoników, jako uposażenie, dochody z bogatszych parafii, ozdobił katedrę, wybudował zakrystię katedralną, urządził konsystorz, założył w stolicy swojej diecezji Towarzystwo Dobroczynności, klasztor dominikanów w Mińsku przerobił na rezydencję dla biskupa mińskiego. W 1810 roku, z woli rządu, uroczyście inaugurował akademię jezuicką w Połocku.

## Zesłanie
W 1812 roku biskup rozwinął aktywną działalność patriotyczną. Ogłoszenie przez biskupa Dederkę Konfederacji Obywateli Mińskich 19 lipca 1812 roku, jego wyjazd do Głębokiego celem złożenia hołdu cesarzowi Napoleonowi i jednocześnie zaangażowanie się jego w sprawy Kościoła unickiego ściągnęły na biskupa gniew Aleksandra I. Nie biorąc pod uwagę tego, że Dederko został nagrodzony przez rząd rosyjski orderami św. Anny I stopnia i św. Włodzimierza II stopnia, biskup został pozbawiony władzy nad diecezją ukazem carskim z 16 maja 1816 roku oraz zesłany do Ołyki, gdzie miał zamieszkać przy kolegiacie. Pozostawał tam pod nadzorem biskupa łuckiego. Był to pierwszy biskup katolicki w Rosji, pozbawiony na początku XIX wieku zarządu diecezją i skazany na zesłanie. Przez blisko 13 lat odsunięty był od zarządu diecezją. Zmarł w Ołyce 24 grudnia 1829 roku, pochowany w grobie, który sobie za życia wystawił.